# Brigitte Bardot
Brigitte Anne-Marie Bardot (París, 28 de septiembre de 1934) es una actriz, cantante y escritora francesa actualmente retirada del espectáculo y de los medios, reconocida por ser icono de la moda y símbolo sexual de mediados del siglo XX, además de ser activista de derechos de los animales, fundadora y presidenta de la fundación que lleva su nombre.
Su trayectoria como actriz comenzó en 1952. Su primer éxito fue al protagonizar Y Dios creó a la mujer dirigida por Roger Vadim en 1956, la cual obtuvo reconocimiento internacional y aunque no es su primera película, es ampliamente reconocida como el vehículo que logró llevarla al centro de atención pública. Luego, protagonizó la película de Jean-Luc Godard de 1963 Le Mépris. Por su papel en la película Viva Maria! (1965), dirigida por Louis Malle, fue nominada en los Premios BAFTA como Mejor Actriz extranjera. 
Se retiró de la industria del entretenimiento en 1973. Actuó en 47 películas, también en varios musicales y grabó más de 60 canciones. Fue galardonada con la Legión de Honor en 1985, pero se negó a aceptarlo. Después de retirarse, se convirtió en activista de los derechos de los animales. Durante la década de 2000, generó controversia al criticar la inmigración y el islam en Francia y ha sido multada cinco veces por incitar al odio racial. En la actualidad, sigue siendo un importante ícono de la cultura popular. Durante la pandemia de COVID-19, apoyó al movimiento antivacunas y se opuso a la política sanitaria de Emmanuel Macron.

## Biografía

### Infancia
Brigitte Bardot nació en París, el 28 de septiembre de 1934. Vivió inicialmente en el distrito número tres, en un ambiente burgués. Hija de Louis Pilou Bardot (1896-1975) y Anne-Marie Mucel (1912-1978). Su padre era un empresario originario de Ligny-en-Barrois, Lorena (Francia), dueño de una empresa llamada Usines Bardot (propiedad de Air Liquide), con sede en la calle Vineuse en la ciudad de París. Su madre, conocida como «Toty» pasó su infancia en Italia. Brigitte y su hermana menor, Marie-Jeanne (llamada Mijanou), nacida el 5 de mayo de 1938, recibieron una educación estricta. Desde una edad temprana, Bardot sufrió ambliopía, aunque no tuvo consecuencias en su visión.
Durante el transcurso su infancia, se convirtió en una niña apasionada por el ballet y la danza clásica. A los siete años entró a la escuela de danza de madame Bougart.

### Primeros años
En 1947, fue admitida en el Conservatorio Nacional Superior de Música y Danza, a pesar de la rígida selección de estudiantes y un número limitado de lugares. Durante tres años asistió a las clases de ballet de Jeanne Schwartz y más tarde al coreógrafo ruso Boris Knyazev. También estudió con Leslie Caron, quien más tarde se hizo famosa por la película Un americano en París (1951) con la participación de Gene Kelly. Brigitte, apodada Bichette, es grácil, tiene los miembros sueltos pero poco musculosa, lenta, un poco débil en las puntas y debe escapar de los golpes. Su encuentro con Vadim la alejó de las clases y deja dejó de bailar clásico. Caron creyó que Bardot pudo haberse convertido en una bailarina «hermosa» si trabajaba más duro en el aula. Knyazev no solo era un maestro de primera clase, sino también un verdadero tirano: golpeaba a los estudiantes negligentes con un látigo, y Brigitte a menudo obtuvo más que el resto. Caron recordó que «Knyazev generalmente caminaba alrededor de la clase con una pila en sus manos y, si la niña no cumplía con sus requisitos, no dudó en usarla». Sin embargo, fue gracias a Knyazev y su severa exactitud que Bardot aprendió a moverse con gracia, desarrolló una figura plegable y creó su andar famoso en el futuro.
Al comienzo de la temporada de 1948, Leslie Caron y varias otras chicas de la clase de Knyazev recibieron una invitación para el «Ballet en los Campos Elíseos». Brigitte miró desde detrás de las escenas, como ensayaba un grupo, y así tomó lecciones de artesanía. Uno de los directores de teatro, Jean Robin, se acordó bien de la niña: «Tenía entre 13 y 14 años. Me recordó a un tallo, alto y tan delgado, lejos de ser hermoso y terriblemente tímido. Tenía miedo incluso de pronunciar una palabra. Bardot nunca recibió una invitación para participar en la compañía, que el siguiente año realizó una gira a Egipto. A los trece años, sustituyó a una joven en un corto plazo para una fotografía en Jardín des modes, una coincidencia que lanzó su carrera como modelo para revistas. A principios de 1949, Marie-France de La Villehuchet, amiga de su madre y editora del Jardin des modes junior, le hizo realizar una serie de fotografías y una portada. Más tarde, un amigo de los padres de Bardot, Christian Foy, el bailarín principal del «Ballet en los Campos Elíseos», la invitó a ir con su conjunto de gira a la ciudad de Fougères y Rennes. Así, por primera vez, tuvo la oportunidad de actuar con una compañía de ballet profesional. De vuelta en París, continuó asistiendo a clases Knyazev.

## Trayectoria
Brigitte Bardot está considerada como un mito erótico y sex-symbol de los años 1950 y 1960. Su gran belleza y sensualidad natural comenzaron a mostrarse en la adolescencia, etapa en la que apareció por primera vez en el cine: tenía 18 años, era 1952 y se trataba de la película Le trou normand. Ese mismo año, se casó con el primero de sus cuatro maridos, el director de cine Roger Vadim. Fue una de las películas dirigidas por Vadim, Et Dieu... créa la femme (1956) la que la lanzó a la fama de la mano de Jean-Louis Trintignant. Una de las escenas protagonizadas por Bardot muestra a su personaje bailando descalza sobre una mesa y está considerada como una de las escenas más eróticas de la historia del cine.
Es una de las pocas actrices europeas que recibió la atención de los medios de comunicación estadounidenses. Cada vez que hizo una aparición pública en los Estados Unidos, fue perseguida por una horda de periodistas que tomaban nota de todos y cada uno de sus movimientos.

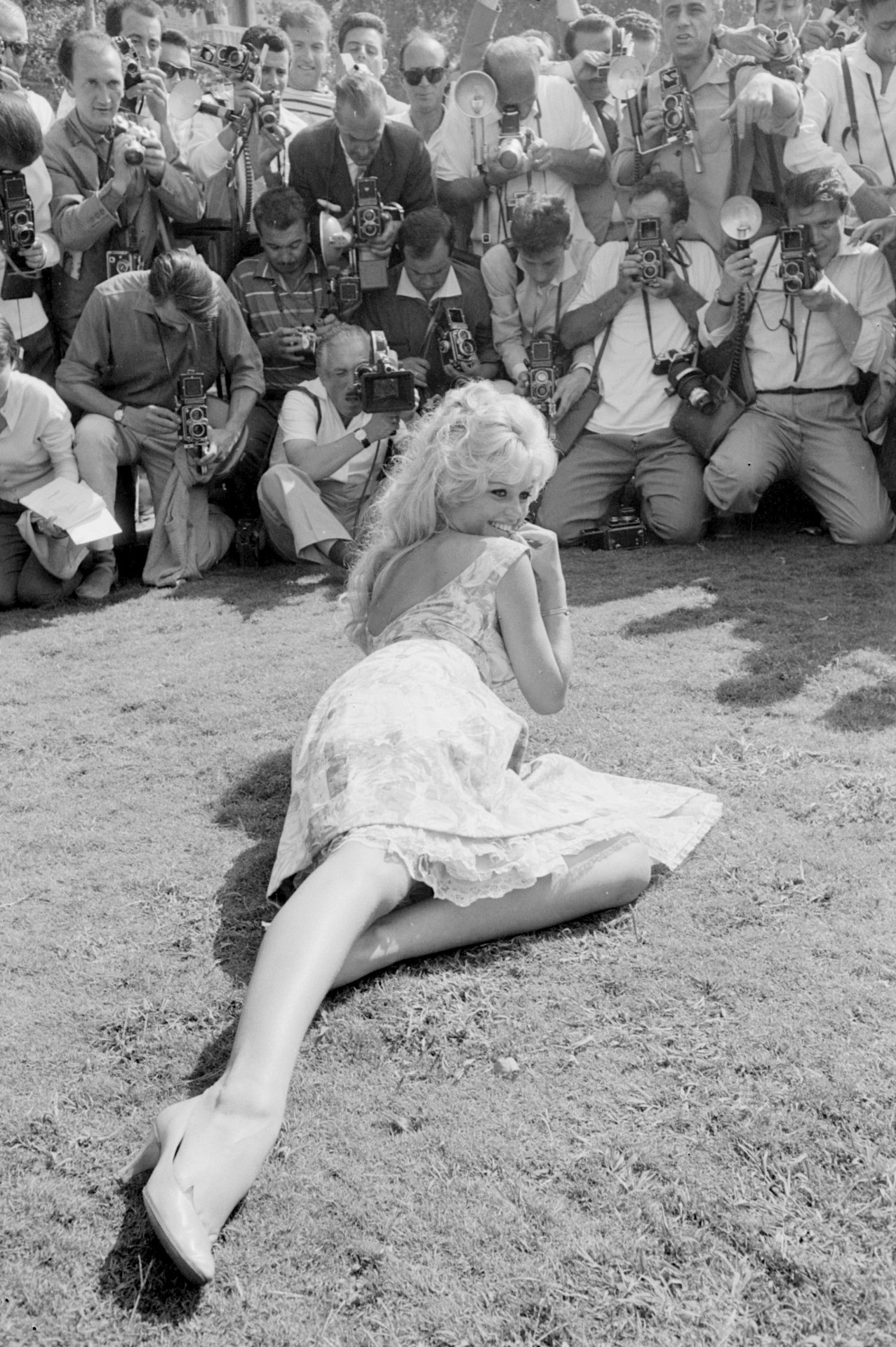
Bardot en Venecia en 1958

En 1954 realizó su primera película en los Estados Unidos, Un acte d'amour, coprotagonizada por Kirk Douglas. En 1965 se representó a sí misma en la película Dear Brigitte con James Stewart. Sin embargo, debido a lo limitado de su inglés, fue doblada en muchas de sus películas.
En 1974, justo después de su 40.º cumpleaños, anunció su retirada de las pantallas, tras haber protagonizado cerca de cincuenta películas y grabado varios discos, uno de ellos, el que mejores críticas obtuvo, con el chico malo de la música francesa, Serge Gainsbourg.
A partir de entonces, se dedicó a la promoción de los derechos de los animales. En 1986 creó la Fundación Brigitte Bardot para la protección de los animales en peligro. 
Durante la década de 1990 generó controversia al criticar la inmigración, la islamización y el islam en Francia, y ha sido multada cinco veces por «incitar al odio racial».
En 2010 el partido Alianza Ecologista Independiente le ofreció presentarse como candidata a la Presidencia de Francia.
En enero de 2013 anunció que pediría la nacionalidad rusa tal como lo hizo Gérard Depardieu si las autoridades de su país sacrificaban a dos elefantes enfermos, pues es una activa defensora de los derechos de los animales.
En la década de 2020, durante la pandemia de COVID-19, se posicionó a favor del movimiento antivacunas y en contra de la política sanitaria de Emmanuel Macron.

### Como cantante

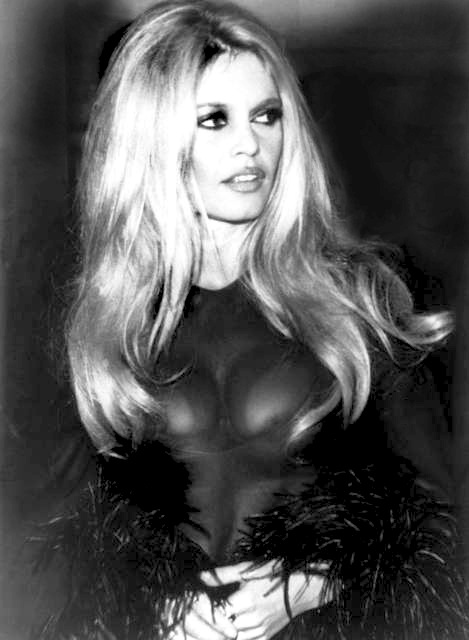
Bardot en un cóctel (1968)

En la película Estrellas del Futuro (1955) apareció cantando por primera vez en pantalla. A finales de los años 1950, en España, Bardot compró una guitarra y aprendió tres acordes. A principios de la década de 1960, sus amigos, los artistas Jean-Max Rivière y Claude Bolling la aconsejaron para poder cantar y grabar varias canciones. Eddie Barclay, propietario de un gran estudio de grabación en Francia, donde Bardot estuvo grabando en varias ocasiones, dijo acerca de sus habilidades: «Ella no cantó tanto como contando una canción. A decir verdad, su voz es más bien débil. Pero Dios le dio a su rara habilidad de traer una canción para el oyente y de hecho, se refiere muy en serio para hacer estallar la carrera».
En 1960, lanzó el álbum pop Behind Brigitte Bardot. Posteriormente, publicó varios registros más, entre ellos Brigitte Bardot Sings (1963) [99] , B.B en (1964) y Special Bardot (1968) (las publicaciones francesas e internacionales tienen nombres diferentes y una lista alternativa de composiciones). Bardot cantó canciones en francés, inglés y español. Después de unas vacaciones en Brasil con Bob Zaguri, regresando a París, grabó la canción «Maria Nimguem» en portugués. Inclusive cantó canciones en películas en las que interpretó, incluyendo ¡Viva, María!, «Roma Boulevard», «Doctor en el mar», «Futuras estrellas» y otras.
En 1967, Bob Zaguri se convirtió en el productor del espectáculo musical Unique Bardot («Bardot Especial»). Fue una serie de diecisiete videoclips de canciones interpretadas por ella misma, cada una de las cuales contó su historia corta. Entre esas canciones estaba la famosa «Harley Davidson», escrita por el compositor francés Serge Gainsbourg. Más tarde Gainsbourg le escribió algunas canciones más, y alguna de ellas como un dúo clásico.

## Consagración

### Y Dios creó a la mujer

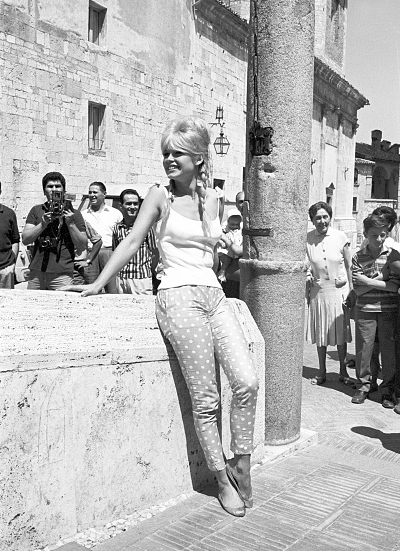
Brigitte Bardot en 1961.

En el Festival de Cine de Cannes de 1956, como una verdadera estrella, eclipsó a Sophia Loren y Gina Lollobrigida, las mejores estrellas de la época y su atractivo sexual conmovió a La Croisette.
Al mismo tiempo, Roger Vadim y Raoul Levy terminaron de escribir un guion titulado Y Dios creó la mujer. Después de no haberse realizado por falta de medios financieros, la película se filmó en Saint-Tropez. Esta producción le permitió entrar en la leyenda del cine mundial y convertirse en un mito viviente, un modelo social y un símbolo sexual internacional.
En esta película desempeñó el papel de Juliette Hardy, frente a Curd Jürgens, Christian Marquand y Jean-Louis Trintignant, con quien inició una unión. Vadim, quien aún es su marido, definió el carácter que interpreta: «Quería, a través de Brigitte, restaurar el clima de una era. Juliette es una chica de su tiempo, que se ha liberado de todos los sentimientos de culpa, de todos los tabúes impuestos por la sociedad y cuya sexualidad es completamente gratuita. En la literatura y las películas de antes de la guerra, ella habría sido comparada con una prostituta. Es en esta película una mujer muy joven, generosa, a veces sesgada y en definitiva difícil de alcanzar, sin otra excusa de su generosidad. Las escenas están censuradas, especialmente la de un cunnilingus».
Cuando se estrenó en Francia, la película fue recibida con cierta reserva por los críticos y despertó la hostilidad de los círculos conservadores. Fue criticada sin piedad por su verbo arrastrando y su articulación considera cuestionable. Paul Reboux dijo de ella: que tiene «el físico de un boniche y la forma de hablar analfabeta». Raoul Levy y Roger Vadim decidieron la explotación de la película en el extranjero y esperaron que resultara un éxito. Más tarde triunfó en Estados Unidos y Bardot se convirtió en una de las francesas más famosas en Norteamérica. Los norteamericanos incluso inventaron el término bardolâtrie para describir el entusiasmo que llegó a generar. La película luego sale a la venta en Francia y tuvo un triunfo rotundo. Cinemonde escribió: «El atractivo sexual es Marlene Dietrich, el glamour es Ava Gardner, Brigitte Bardot mezcla todos estos ingredientes explosivos, agrega un toque de fantasía personal».

## Compromiso con los derechos de los animales

### Relación con las cazas de focas (1973-1978)
Durante tres años consecutivos, por sus propios medios, trabajó por el bienestar de los animales. Fue portavoz de la Société pour la prévention de la cruauté envers les animaux (SPA, Sociedad para la Prevención de la Crueldad contra los Animales) y comenzó a realizar proyectos para los perros abandonados en las calles. Posteriormente se alió con Allain Bougrain-Dubourg.
A comienzos de 1976, se unió con Brian Davis, quien ostentaba un cargo en la International Fund for Animal Welfare (IFAW), y creó una campaña para denunciar la caza de focas después de ver un documental sobre este tema. Dicha práctica es tradicional entre los Inuit, quienes se encuentran en la región del Ártico, con el fin de obtener la carne, la piel, la grasa (o aceite) y los huesos de los animales. La caza de focas permitía alimentar durante siete meses a unas 15 000 familias de pescadores.
Lo que Bardot condenaba eran los métodos empleados por los cazadores, quienes generalmente atacaban crías de pocos días de vida, las cuales eran despojadas de sus pieles estando todavía conscientes en algunos casos. Bardot dirigió una manifestación frente a la embajada noruega y llegó a conmover la opinión pública, pero no lo suficiente como para hacer cambiar de opinión a los responsables de la caza.
El 15 de marzo de 1977, el presidente francés Valéry Giscard d'Estaing prohibió la importación de pieles de foca en Francia. El 20 de marzo de 1977, Bardot, que seguía siendo una estrella en los ojos de todo el mundo, se dirigió a Canadá con el fin de denunciar la caza de crías de foca por su piel. A continuación, comenzó una pelea que cambió su vida. Su viaje duró cinco días bajo la presión sin precedentes de los medios de comunicación. A su llegada, reprendió a los cazadores y les gritó «canadienses asesinos», añadiendo luego en una conferencia de prensa:

Si estoy aquí, no es para hacer turismo o para ser fotografiada como en el Festival de Cannes [...] Estamos aquí para encontrar una solución al problema a nivel mundial y rogamos, tanto el Sr. Weber como yo, y el mundo entero, que el gobierno de Canadá encuentre una solución a este problema. De todos modos, pase lo que pase, la foca está en peligro de extinción [...] Hay que decir que, aunque la caza de focas se ha efectuado durante alrededor de 300 años, las tradiciones están cambiando y sólo los tontos no cambian de opinión.
Brigitte Bardot, Conferencia de prensa en Canadá de 1977.

Brigitte Bardot en 2002

En su labor como activista, fue apoyada por otras personas famosas tales como Isabelle Adjani, Kim Basinger, Tippi Hedren, Ursula Andress y Johnny Hallyday.

## Vida personal

### Romances
El 21 de diciembre de 1952, a los dieciocho años de edad, se casó con el director Roger Vadim. Se divorciaron en 1957, después de menos de cinco años de matrimonio; no tuvieron hijos juntos, pero se mantuvieron en contacto e incluso colaboraron en proyectos posteriores. La razón declarada del divorcio fueron los asuntos de Bardot con otros dos hombres. Mientras estaba casada con Vadim, Bardot tuvo una aventura amorosa con Jean-Louis Trintignant, quien fue su coprotagonista en Y Dios creó la mujer. Trintignant en ese momento estaba casado con la actriz Stéphane Audran. Los dos vivieron juntos durante unos dos años, abarcando el período anterior y posterior al divorcio de Bardot de Vadim, pero nunca se casaron. Su relación se complicó por la frecuente ausencia de Trintignant debido al servicio militar y el romance de Bardot con el músico Gilbert Bécaud.

A principios de 1958, su divorcio de Vadim fue seguido rápidamente por su ruptura con Trintignant y un colapso nervioso reportado en Italia, según informes periodísticos. También se notó un intento de suicidio con pastillas para dormir dos días antes, pero su gerente de relaciones públicas lo negó. Se recuperó en cuestión de semanas y comenzó una aventura con el actor Jacques Charrier. Quedó embarazada mucho antes de casarse el 18 de junio de 1959. Su único hijo, Nicolas-Jacques Charrier, nació el 11 de enero de 1960. Después de que ella y Charrier se divorciaran en 1962, Nicolas creció en la familia Charrier y tuvo poco contacto con su madre biológica hasta su edad adulta. 

Brigitte Bardot en Brasil en 1964.

Su tercer matrimonio fue con el playboy millonario alemán Gunter Sachs, y duró del 14 de julio de 1966 al 1 de octubre de 1969. En 1968, comenzó a salir con Patrick Gilles, con quien coprotagonizó El oso y la muñeca (1970); pero ella terminó su relación en la primavera de 1971.
En los años siguientes, Bardot salió sucesivamente con el barman e instructor de esquí Christian Kalt, después con Luigi Rizzi un propietario de un club, el músico (productor posteriormente) Bob Zagury, el cantante Serge Gainsbourg, el escritor John Gilmore y los actores Warren Beatty y Laurent Vergez, su coprotagonista en Si Don Juan fuese mujer. La más larga de estas relaciones fue con el escultor Miroslav Brozek; convivió con él desde 1975 hasta diciembre de 1979 y posó para algunas de sus esculturas. Después de romper con Brozek, tuvo una larga relación con el productor de televisión francés Allain Bougrain-duBourg.

### Conexión con Marine Le Pen
El cuarto y actual esposo de Bardot es Bernard d'Ormale, exasesor de Jean-Marie Le Pen y exlíder del partido de ultraderecha Frente Nacional (Rassemblement national desde junio de 2018); se casaron el 16 de agosto de 1992. Bardot expresó su apoyo a Marine Le Pen, líder del Frente Nacional, llamándola «la Juana de Arco del siglo XXI». Respaldó a Le Pen en las elecciones presidenciales francesas de 2012 y 2017.

### Salud
En 1974, celebrando su 40 cumpleaños, apareció en una sesión de fotos desnuda en la revista Playboy. El 28 de septiembre de 1983, cuando cumplió cuarenta y nueve años, ingirió una sobredosis de somníferos o sedantes con vino tinto. Tuvieron que llevarla de urgencia al hospital, donde le salvaron la vida después de usar una bomba estomacal para evacuar las píldoras de su cuerpo. También es una superviviente del cáncer de mama.

## Filmografía
- Le trou normand (1952)

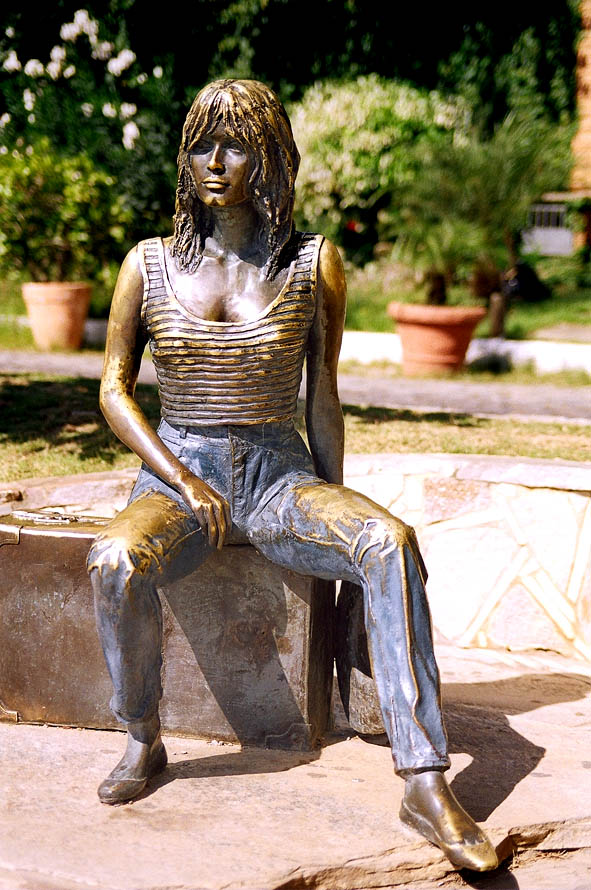
Escultura de Brigitte Bardot en Búzios (Brasil)

- Manina, la fille sans voiles (1952)
- Les dents longues (1953)
- Le portrait de son père  (1953)
- Si Versailles pudiera hablar (1954)
- Acto de amor (1954)
- Traicionada (1954)
- La fille de Caroline Chérie (1955)
- Futures vedettes (1955)
- Un médico en la marina (1955)
- Las maniobras del amor (1955)
- La luz de enfrente (1955)
- Helena de Troya (1956)
- Esta pícara colegiala (1956)
- Mio figlio Nerone (1956)
- Deshojando la margarita (1956)
- Y Dios creó a la mujer (1956)
- La pequeña BB (1956)
- Una parisina (1957)
- Les Bijoutiers du clair de lune (1958)
- En caso de desgracia (1958)
- La femme et le pantin (1959)
- Babette se va a la guerra (1959)
- ¿Quiere usted bailar conmigo? (1959)
- La verdad (1960)
- L'affaire d'une nuit (1960)
- El testamento de Orfeo (1960)
- A rienda suelta (1961)
- Amores célebres (1961)
- Le repos du guerrier (1962)
- Una vida privada (1962)
- El desprecio (1963)
- Adorable idiota (1964)
- Querida Brigitte (1965)
- Viva María! (1965)
- Marie-Soleil (1966)
- Masculino, femenino (Masculin, féminin) (1966)
- 15 días de setiembre (1967)
- Yo soy el Amor (1967)
- Tre passi nel delirio (1968)
- Shalako (1968)
- Las mujeres (1969)
- La muñeca y el bruto (1970)
- La profesional y la debutante (1970)
- El bulevar del ron (1971)
- Las petroleras (1971)
- Si Don Juan fuera mujer (1973)
- L'histoire très bonne et très joyeuse de Colinot Trousse-Chemise (1973)

## Discografía
Bardot incursionó en la música, especialmente en los años de 1960.
Álbumes
- 1963: Brigitte Bardot (Philips)
- 1963: Brigitte (Philips)
- 1964: B.B. (Philips)
- 1968: Brigitte Bardot Show (Disc'AZ)
- 1970: The Lost 70's Album (Mercury)

Compilados
- 1981: Le disque d'or (Disc'AZ)
- 1995: The Early Years (Discomagic)
- 1996: Best of BB (Philips)
- 1998: Brigitte Bardot - CD Livre (Vade Retro, libro y CD)
- 2004: The Best of Bardot (Mercury)

## Vídeo
- Divine B.B. Brigitte Bardot (DVD) - Mercury, 2004 (canciones interpretadas por B. Bardot)

## Libros
Es autora de cinco libros:
- Noonoah: Le petit phoque blanc (Grasset, 1978)
- Initales BB (autobiografía, Grasset y Fasquelle, 1996)
- Le Carré de Pluton (Grasset y Fasquelle, 1999)
- Un Cri Dans Le Silence (Ediciones Du Rocher, 2003)
- Pourquoi? (Ediciones Du Rocher, 2006)

## Reconocimientos
Premios y nominaciones
- 12.ª Victoires du cinéma français (Victorias del cine francés) (1957): Mejor actriz, premio, como Juliette Hardy en Y Dios creó a la mujer.
- XI Premios Bambi (1958): Nominación a Mejor Actriz por su papel de Juliette Hardy en Y Dios creó a la mujer.
- 14ª Victoires du cinéma français (1959): Mejor actriz, premio, como Yvette Maudet en En caso de adversidad .
- Premios Europeos de Bruselas (1960): Mejor Actriz, ganó, como Dominique Marceau en La verdad .
- 5º Premio David di Donatello (1961): Mejor Actriz Extranjera , ganó, como Dominique Marceau en La Verdad .
- XII Étoiles de cristal de la Academia Francesa de Cine (1966): Mejor interpretación femenina, Marie Fitzgerald O'Malley en ¡Viva María!.
- XVIII Premios Bambi (1967): Premio Bambi de la Popularidad.
- 20.ª edición de los Premios BAFTA (1967): nominación al Premio BAFTA a la Mejor Actriz Extranjera por su papel de Marie Fitzgerald O'Malley en ¡Viva María !.

Honores
- 1980: Medalla de la Ciudad de Trieste .
- 1985: Legión de Honor .
- Medalla de la Ciudad de Lille .
- 1989: Premio de la Paz al mérito humanitario.
- 1992: Inducción al Cuadro de Honor Global 500 del Programa de las Naciones Unidas para el Medio Ambiente . Creación en Hollywood del Premio Internacional Brigitte Bardot como parte de los Premios Génesis .
- 1994: Medalla de la Ciudad de París .
- 1995: Medalla de la Ciudad de Saint-Tropez .
- 1996: Medalla de la Ciudad de La Baule .
- 1997: Premio de Ecología de la UNESCO de Grecia . Medalla de la Ciudad de Atenas .
- 1999: El asteroide 17062 Bardot recibió su nombre.
- 2001: Premio Humanitario de PETA .
- 2008: Premio Fundación Española Altarriba.
- 2017: Se erigió en su honor una estatua de 700 kilogramos (1500 libras) y 2,5 metros (8,2 pies) de altura en el centro de Saint-Tropez.
- 2019: Premio GAIA a la trayectoria de la asociación belga para la defensa de los derechos de los animales.
- 2021: Su efigie en Saint-Tropez fue revestida con 1400 hojas de oro de 23,75 quilates cada una.